# Gerbilliscus brantsii
Gerbilliscus brantsii és una espècie de mamífer rosegador de la família dels múrids. Viu a Angola, Botswana, Lesotho, Moçambic, Namíbia, Sud-àfrica, Eswatini, Zàmbia i Zimbàbue. El seu hàbitat natural són les zones obertes i les planes situades a herbassars subtropicals i boscosos. És una espècie en risc mínim, és a dir, no sembla que hi hagi cap amenaça significativa per a la seva supervivència.
L'espècie fou anomenada en honor del zoòleg neerlandès Anton Brants.